# Сборная Тринидада и Тобаго по регби
Сборная Тринидада и Тобаго по регби (англ. Trinidad and Tobago national rugby union team) представляет это островное государство в международных матчах по регби высшего уровня. Команда принимает участие в отборочных турнирах к чемпионату мира с кампании 1999 года. По состоянию на 9 сентября 2019 года сборная занимает 51-е место в рейтинге IRB.

## История
Первый матч сборной состоялся в 1979 году: в Джорджтауне команда встретилась со сборной Бермудских островов. Победа досталась бермудским регбистам — 42:8. Сборная пыталась пройти отбор на кубок мира 1999 года в Уэльсе. В первом туре Тринидад обыграл бразильцев (41:0), матч проходил в Порт-оф-Спейн. Во втором раунде команда попала в группу с Бермудами и Чили. Тринидад уступил дважды (6:35 и 6:52 соответственно), завершив выступления.
Новую попытку регбисты также начали с первого раунда. Теперь команда уверенно переиграла Ямайку (51:5), после чего превзошла сборную Каймановых островов (12:8). Сборной удалось взять реванш у бермудских спортсменов, над которыми они одержали победу со счётом 23:12. Тем не менее, следующий соперник — Бразилия — также сумел взять реванш за давнее поражение (10:11), и Тринидад выбыл из числа претендентов.
В 2005 году стартовала очередная отборочная кампания. Команда попала в группу с Барбадосом, Гайаной и Сент-Люсией. Первый матч против Сент-Люсии коллектив выиграл с рекордно крупным счётом (82:8), но два других матча регбистам не удались.
Тринидад участвует в Карибском чемпионате, где соревнуется с Антигуа, Бермудами, Кайманами, Ямайкой, Багамами, Британскими Виргинскими островами и Гайаной. Победа в этом турнире позволила команде участвовать в отборе к новозеландскому кубку мира, где коллектив встретился с Бразилией. Теперь превосходство южноамериканцев стало более ощутимым, и они дважды выиграли (31:8 и 24:12). Таким образом, сборная Тринидада и Тобаго в четвёртый раз не смогла пройти отбор на мировое первенство.

## Результаты
По состоянию на 22 мая 2013 года.
| Соперник           | Матчи | Победы | Поражения | Ничьи | Доля побед |
| ------------------ | ----- | ------ | --------- | ----- | ---------- |
| Багамы             | 1     | 1      | 0         | 0     | 100 %      |
| Барбадос           | 4     | 3      | 1         | 0     | 75 %       |
| Бермудские Острова | 4     | 2      | 2         | 0     | 50 %       |
| Венесуэла          | 1     | 1      | 0         | 0     | 100 %      |
| Гайана             | 4     | 1      | 3         | 0     | 25 %       |
| Бразилия           | 5     | 1      | 4         | 0     | 20 %       |
| Каймановы острова  | 2     | 2      | 0         | 0     | 100 %      |
| Мартиника          | 3     | 2      | 1         | 0     | 67 %       |
| Сент-Люсия         | 1     | 1      | 0         | 0     | 100 %      |
| Чили               | 1     | 0      | 1         | 0     | 0 %        |
| Ямайка             | 2     | 2      | 0         | 0     | 100 %      |
| Всего              | 28    | 16     | 12        | 0     | 57 %       |